# كأس أمم إفريقيا لكرة القدم للسيدات 2024
كأس أمم أفريقيا لكرة القدم للسيدات 2024 (بالإنجليزية: 2024 Africa Women Cup of Nations) هي النسخة الخامسة عشرة من كأس الأمم الأفريقية للسيدات، ستُجرى نهائيات كأس أمم إفريقيا للسيدات 2025 بالمغرب، خلال الفترة المُمتدة ما بين 5 و 26 يوليو 2025.

## تعيين البلد المضيف
بعد استضافة نسخة 2022، عينت اللجنة التنفيذية للاتحاد الإفريقي لكرة القدم المغرب مرة أخرى لتنظيم نسخة 2024 من كأس الأمم الأفريقية للسيدات في 9 أغسطس 2022.

## الراعي الرسمي
في يوليو 2016، أعلنت شركة توتال أنها دخلت في اتفاقية رعاية مع الاتحاد الأفريقي لكرة القدم وأصبحت «الراعي الرئيسي» للمسابقات التي ينظمها الكاف. الاتفاقية سارية على مدى السنوات الثماني المقبلة وتتعلق بالمسابقات العشر الرئيسية التي ينظمها الاتحاد الإفريقي لكرة القدم، بما في ذلك كأس الأمم الأفريقية للسيدات، والتي يطلق عليها «توتال إنرجيز كأس الأمم الأفريقية للسيدات».